# デービッド・ベンワー
デービッド・ベンワー（David Benoit, 1968年5月9日 - ）は、アメリカ合衆国のプロバスケットボール選手・指導者。ルイジアナ州ラファイエット出身。ポジションはフォワード。203cm、102kg。bjリーグ初年度の選手で唯一のNBA経験者である。尚、登録名は「デヴィッド」ではなく「デービッド」。

## 経歴
アラバマ大学卒業後、1990年のNBAドラフトでは指名されず1990-91シーズンはスペインでプレーした。
1991年8月にNBAのユタ・ジャズと契約し1995-96シーズンまで、カール・マローン、ジョン・ストックトンらを支える先発スモールフォワードとしてプレイした後、ニュージャージー・ネッツ、オーランド・マジックに在籍した。1998-99シーズンはイスラエルのマッカビ・テルアビブに所属し、2000-01シーズンには古巣ジャズに復帰した。
2002年は、中国リーグの上海シャークスで姚明らとともに優勝に貢献した後、2003年に来日し、JBLスーパーリーグの日立サンロッカーズに入団した。
2005年、bjリーグの埼玉ブロンコスに加入。しかし12月18日の新潟アルビレックス戦でのアキレス腱断裂により選手登録を外れ、ヘッドコーチ代行となった。シーズン終了後、契約更改し戦列復帰した。
2007年に現役引退。2007-2008シーズンから埼玉ブロンコスヘッドコーチを務める。bjリーグにおいて元選手のヘッド就任は史上初で、NBA経験者ではジョワン・オールドハム（元大分）、ジョー・ブライアント（東京）に次いで3人目となる。2009年契約満了に伴い退任。
同年、新規参入の京都ハンナリーズのヘッドコーチに就任。